# Maserati Tipo 26 M
La Tipo 26 M è una autovettura da competizione costruita dalla Maserati dal 1930 al 1932 conosciuta anche come 8C-2500 precorrendo le designazioni ufficiali delle successive serie 8C. Il debutto nelle corse fu il 25 maggio 1930 al Reale Premio di Roma con una vittoria del pilota Luigi Arcangeli.

## Il contesto
Con la precedente Tipo B fu raggiunta la cilindrata massima per il basamento della vettura, e dunque fu necessaria una riprogettazione del propulsore. Ciò indusse Alfieri Maserati a proporre un nuovo motore da 2,5 L con un rapporto alesaggio/corsa inusuale per la casa e che era una via di mezzo tra i grandi V4/V5 (3961–4906 cm³) e l'otto cilindri della Tipo 26 B.
Progettata inizialmente per le competizioni in circuito delle monoposto a ruote scoperte della Formula Grand Prix, ne venne allestita anche la versione "Sport" con un passo più corto, in configurazione biposto e adatta alle competizioni su strada; quest'ultima era opera di Medardo Fantuzzi.
I successi conseguiti dalla vettura furono numerosi: dopo l'esordio vittorioso, nello stesso 1930 si ripeté alla Coppa Ciano e alla Coppa Acerbo oltre che a Monza e in Spagna.
Nel 1932 venne presentata una versione non destinata alle competizioni, carrozzata dalla Castagna Milano in configurazione double-phaeton che si aggiudicò il premio del Concorso d'eleganza Villa d'Este per le vetture scoperte
Una versione “Sport Tipo Mille Miglia” fu opera di Zagato; si trattava di una spider leggera con carrozzeria in alluminio che, secondo il catalogo della casa, avrebbe potuto essere equipaggiata anche con un propulsore da 2 L.
Due Sport, dotate di carrozzeria costruita nel Regno Unito, furono a quattro posti e presero parte a corse di durata. Tra le 13 vetture totali che risultano costruite ne fu anche preparata anche una versione T (turismo), con passo più lungo.

## Dati tecnici
Il motore era a otto cilindri in linea ed aveva una cilindrata di 2495,4 cm³. L'alesaggio e la corsa erano rispettivamente di 65 e 94 mm. La potenza erogata era di 185 CV a 5600 giri al minuto mentre il rapporto di compressione era di 5,5:1.
La distribuzione era a doppio albero a camme in testa con l'albero fornito di cinque supporti di banco su bronzine, poi sostituite da cuscinetti a rullo, e la lubrificazione era garantita da un sistema a carter secco.
L'accensione era singola con magnete Bosch o Scintilla. L'alimentazione era forzata con compressore tipo Roots e carburatore tipo Weber montato a monte del compressore stesso.
Il telaio era formato da due longheroni con traverse in profilati d'acciaio;  freni erano a tamburo sulle ruote con comando meccanico. Lo sterzo era a vite senza fine mentre il cambio aveva 4 rapporti più la retromarcia.
Le quattro sospensioni erano a balestra con ammortizzatori a frizione.
La vettura poteva raggiungere la velocità massima di 230 km/h.